# Ryosuke Kakigi
Ryosuke Kakigi (柿木 亮介 Kakigi Ryosuke?, nacido el 23 de diciembre de 1991 en Hyogo) es un futbolista japonés que se desempeña como centrocampista.

## Trayectoria

### Clubes
| Club            | País  | Año         |
| --------------- | ----- | ----------- |
| Gainare Tottori | Japón | 2014 - 2015 |
| Fujieda MYFC    | Japón | 2016 -      |

## Estadística de carrera

### J. League
| Club            | Año   | J. League | J. League | Copa J. League | Copa J. League | Total | Total |
| Club            | Año   | Part.     | Goles     | Part.          | Goles          | Part. | Goles |
| --------------- | ----- | --------- | --------- | -------------- | -------------- | ----- | ----- |
| Gainare Tottori | 2014  | 16        | 0         | -              | -              | 16    | 0     |
| Gainare Tottori | 2015  | 32        | 0         | -              | -              | 32    | 0     |
| Fujieda MYFC    | 2016  | 22        | 1         | -              | -              | 22    | 1     |
| Fujieda MYFC    | 2017  | 25        | 2         | -              | -              | 25    | 2     |
| Total           | Total | 95        | 3         | 0              | 0              | 95    | 3     |